# Chon (gruppo musicale)
I Chon (stilizzati CHON) sono un gruppo musicale math rock statunitense originario di San Diego.

## Storia del gruppo

### Primi anni (2008-2014)
I Chon iniziarono la loro attività nel 2008, con la registrazione dell'omonimo demo. La band ebbe un calo di attività nel 2010, ma si riunì l'anno successivo per registrare due brani, O.G. e Breathe.
Nel 2013 pubblicarono l'EP di debutto Newborn Sun, a cui ha fatto seguito Woohoo!, uscito l'anno dopo.

### Firma con la Sumerian,Grow(2015-2016)
Nel 2014 i Chon presero parte a due tournée nazionali in qualità di artisti di supporto agli Animals as Leaders. Poco tempo dopo firmarono un contratto discografico con la Sumerian Records, annunciando che avrebbero pubblicato il proprio album di debutto l'anno seguente. Il 24 marzo 2015 il quartetto ha pubblicato Grow, anticipato dal brano Can't Wait e promosso da una tournée svoltasi nello stesso mese durante la quale hanno supportato i Circa Survive.
L'8 novembre 2015 il bassista e cantante Drew Pelisek ha abbandonato il gruppo a causa di differenze artistiche. Il 16 dicembre dello stesso anno i Chon hanno annunciato il loro primo tour da headliner, il Super Chon Bros Tour, svoltosi tra marzo e aprile 2016 e che ha visto la partecipazione dei Polyphia e degli Strawberry Girls come artisti d'apertura; durante la tournée sono stati alternati tre turnisti al basso, tra cui Esiah Camarena (componente storico della formazione dal 2008 al 2013), scelto per intraprendere il Sonic Unrest Tour dei Periphery nell'agosto 2016. Lo stesso è stato in seguito riconfermato come componente ufficiale al termine dell'anno.

### Homeye album omonimo (2017-2019)

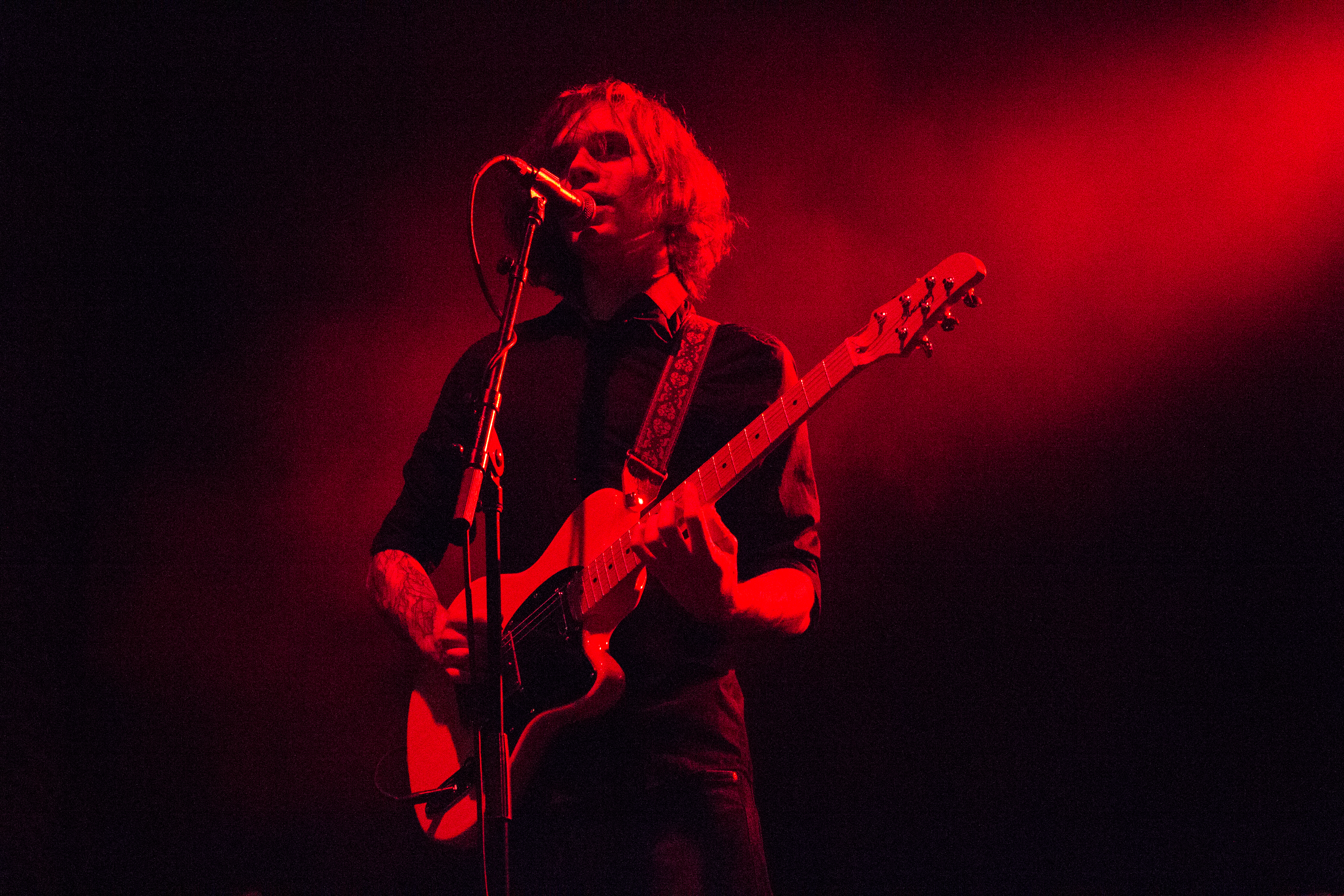
Il chitarrista Erick Hansel in concerto all'Observatory North Park di San Diego nel 2017

Nel gennaio 2017 i Chon hanno rivelato di essere in studio di registrazione per la realizzazione del secondo album, annunciando anche una tournée con i Dance Gavin Dance denominato The Robot With Human Hair vs. Chonzilla. Intitolato Homey, l'album è stato pubblicato il 16 giugno dello stesso anno nuovamente dalla Sumerian Records ed è stato anticipato dal video di Sleepy Tea. Tra maggio e giugno 2018 si è svolto il Super Chon Bros Tour 2, supportati dai Polyphia, i TTNG e i Tricot.
Il 7 giugno 2019 è stato pubblicato l'omonimo Chon, promosso nello stesso mese da un'estesa tournée statunitense e a novembre da uno speciale tour in congiunta con i Between the Buried and Me.

## Stile e influenze
Nei loro primi anni i Chon erano largamente influenzati da gruppi heavy metal come i Necrophagist e post-hardcore come i The Fall of Troy, citando tuttavia alcuni pianisti come Hiromi Uehara, Tigran Hamasyan e Alex Argento tra le loro influenze. Lo stile dei Chon è caratterizzato dall'uso di armonie complesse con una particolare enfasi sugli accordi di settima. Il secondo album Homey si differenzia dalle precedenti pubblicazioni a causa dell'inclusione di elementi contemporary R&B e hip hop, mentre l'omonimo Chon ha visto un ritorno al rock progressivo, con elementi fusion, math rock e progressive metal.

## Formazione
Attuale
- Mario Camarena – chitarra (2008-presente)
- Nathan Camarena – batteria, percussioni (2008-presente)
- Erick Hansel – chitarra (2008-presente), voce (2016-presente)
- Esiah Camarena – basso, voce (2008-2013, 2016-presente)

Ex componenti
- Drew Pelisek – basso, voce (2013-2015)

Ex Turnisti
- Brandon Ewing – basso (2016)

## Discografia

### Album in studio
- 2015 – Grow
- 2017 – Homey
- 2019 – Chon

### EP
- 2013 – Newborn Sun
- 2014 – Woohoo!

## Videografia

### Album video
- 2017 – Live @ The Troubadour

### Video musicali
- 2015 – Story
- 2015 – Splash
- 2017 – Perfect Pillow (Live)
- 2017 – Sleepy Tea
- 2017 – Waterslide
- 2019 – Petal
- 2019 – Pitch Dark